# Louisville City Football Club
Il Louisville City Football Club è una società calcistica professionistica statunitense con sede nella città di Louisville, nel Kentucky, che disputa le proprie partite casalinghe presso il Lynn Family Stadium, impianto da 15.304 posti complessivi. Condivide i proprietari e le strutture con il Racing Louisville, squadra femminile della National Women's Soccer League.
Attualmente milita nella USL Championship, campionato di seconda divisione.

## Storia
Il Louisville City Football Club venne fondato il 4 giugno 2014, con l'acquisto per il 2015 dei diritti di franchigia in USL dell'Orlando City, nel frattempo ammessa in MLS. Il nuovo club sarebbe stato di proprietà di un gruppo di imprenditori locali, guidati da Wayne Estopinal, uno degli azionisti di minoranza dello stesso Orlando City. Il Louisville City adottò gli stessi colori del club della Florida, col quale avviò anche un accordo di affiliazione, terminato poi nel 2016 quando il club della Florida fondò la propria squadra riserve.
Il Louisville City si affermò subito come uno dei migliori club della lega: già alla prima stagione, guidato dall'ex-giocatore dell'Orlando City James O'Connor, la squadra si classificò al secondo posto in assoluto al termine della stagione regolare e, dopo aver eliminato il Charleston Battery, raggiunse la finale della Eastern Conference, dove venne infine eliminata dai futuri campioni dei Rochester Rhinos. Il club bissò il risultato la stagione successiva: dopo aver terminato nuovamente la stagione regolare al secondo posto in assoluto, i viola sconfissero ai playoff i Richmond Kickers e il Charleston Battery, prima di perdere la finale di Eastern Conference ai calci di rigore contro i futuri campioni dei New York Red Bulls II.
Il 2017 fu un anno trionfale per la franchigia del Kentucky: classificatosi primo nella Eastern Conference in stagione regolare, la squadra conquistò il primo titolo della sua storia dopo aver eliminato ai play-off Bethlehem Steel, Rochester Rhinos, N.Y. Red Bulls II e aver vinto la finale contro gli Swope Park Rangers con il risultato di 1-0.
Nell'estate del 2018 l'allenatore O'Connor si dimise per diventare il nuovo allenatore dell'Orlando City. Dopo che un triumvirato di tre giocatori assunse momentaneamente la guida della squadra, il 2 agosto Jack Hackworth fu nominato ufficialmente nuovo allenatore del Louisville City. Sul campo, dopo aver terminato ancora una volta la stagione regolare al secondo posto in assoluto, la squadra si rese protagonista di un'ottima prestazione nei playoff, battendo l'Indy Eleven per 4-1, il Bethlehem Steel 2-0 e il N.Y. Red Bulls per 5-1, prima di vincere il secondo titolo della propria storia l'8 novembre battendo in finale il Phoenix Rising con il risultato di 1-0. Il Louisville City divenne così la prima società in assoluto a vincere due titoli consecutivi nella USL.
Nel 2019, dopo essersi qualificato per i play-off grazie al quarto posto nella Eastern Conference ed aver eliminato nell'ordine i Tampa Bay Rowdies (2-1), i Pittsburgh Riverhounds (2-1 dts) e l'Indy Eleven (3-1 dts), il club raggiunse per la terza volta consecutiva la finale del campionato. Disputata ancora una volta in casa, i viola non riuscirono però a mantenere l'iniziale vantaggio e vennero sconfitti per 3-1 dai Real Monarchs. 
Il 12 luglio 2020 il Louisville City inaugurò il proprio nuovo stadio, denominato Lynn Family Stadium, in occasione della sfida contro i Pittsburgh Riverhounds, poi terminata 3-1 per questi ultimi. I viola si resero comunque protagonisti di un'ottima stagione regolare, e, a seguito delle vittorie per 2-0 contro Pittsburgh e Saint Louis, disputarono in casa la finale della Eastern Conference, che tuttavia persero contro per 2-1 contro i Tampa Bay Rowdies.

## Colori e simboli

Il primo logo del club, in uso dal 2015 al 2020

I colori sociali del Louisville City sono il viola e il bianco, spesso arricchiti con inserti dorati, e derivano da quelli dell'Orlando City, club dal quale vennero acquistati i diritti di franchigia.
Il logo del club è stato adottato al termine della stagione 2020, raffigura uno scudo viola con all'interno tre fleur-de-lys bianchi sormontati dal nome della società. Il logo richiama esplicitamente quello del club femminile.
Precedentemente, dalla fondazione a tutta la stagione 2020, il logo era uno scudo composto da una parte superiore con lo skyline cittadino, una inferiore che richiamava una botte, vista la tradizione cittadina nell'attività di distilleria, sormontata da un giglio. Le due metà erano separate da una fascia col nome del club. Questo primo logo era stato creato da uno studente di grafica con un passato da calciatore, ed era stato selezionato a seguito di un concorso.

## Strutture

### Stadi
Alla sua nascita il club scelse di giocare le proprie partite casalinghe al Louisville Slugger Field, uno stadio da baseball inaugurato nel 2000. La capienza dell'impianto è di 13.131 posti, ma vista la particolare conformazione a diamante dei campi da baseball, per le partite di calcio alcuni posti non venivano venduti a causa della pessima visibilità, riducendo la capienza a circa 8.000 posti. Per facilitare l'uso calcistico il monte di lancio del campo da baseball era semovibile, grazie a un sistema ideato dallo stesso presidente del Louisville City Estopinal, la cui professione era l'architetto.
Sin dalla propria nascita il club aveva comunque stabilito di costruire un proprio stadio, dedicato esclusivamente al calcio. L'area venne individuata e acquistata nell'aprile del 2017, e i lavori di costruzione vennero avviati il 28 giugno 2018. Il nuovo stadio, chiamato Lynn Family Stadium, è stato inaugurato il 12 luglio 2020 in occasione della partita casalinga di campionato contro i Pittsburgh Riverhounds. L'impianto è composto da un doppio ordine di tribune su tre lati del campo, con il quarto lato occupato da una piccola tribunetta e un maxischermo, per una capienza complessiva di 15.304 (11.700 a sedere).

## Società
Il Louisville City è di proprietà di una società chiamata Soccer Holdings L.L.C., formata da 47 investitori ciascuno con differenti quote.

## Allenatori e presidenti
- 2015-2017  James O'Connor
- 2018  James O'Connor (gen.- 30 giu.)
Triumvirato di calciatori ad interim[15] (1 lug.-12 ago.)
 John Hackworth (13 ago.-dic.)
- 2019-2021  John Hackworth
- 2021-  Danny Cruz

- 2015-2016  Wayne Estopinal
- 2016-in carica  John Neace[16]

## Palmarès

### Competizioni nazionali
- USL Championship: 2

2017, 2018
- USLC Players Shield: 1

2024

### Altri piazzamenti
- USL Championship:

Finalista: 2019

## Statistiche e record

### Partecipazioni ai campionati nazionali
| Livello | Categoria            | Partecipazioni | Debutto | Ultima stagione | Totale |
| ------- | -------------------- | -------------- | ------- | --------------- | ------ |
| 2º      | United Soccer League | 2              | 2017    | 2018            | 4      |
| 2º      | USL Championship     | 2              | 2019    | 2020            | 4      |
| 3º      | United Soccer League | 2              | 2015    | 2016            | 2      |

## Tifoseria

### Media spettatori
Nella seguente tabella la media degli spettatori presenti allo stadio per le partite di stagione regolare.
| Stagione | Partite disputate | Totale spettatori | Media spettatori |
| -------- | ----------------- | ----------------- | ---------------- |
| 2015     | 14                | 94.707            | 6.765            |
| 2016     | 15                | 108.269           | 7.218            |
| 2017     | 16                | 137.801           | 8.613            |
| 2018     | 17                | 134.093           | 7.888            |
| 2019     | 17                | 153.705           | 9.041            |

### Rivalità
Le maggiori rivalità del Louisville City sono quelle col Cincinnati e l'Indy Eleven. In passato esisteva una rivalità anche con il Saint Louis, terminata col fallimento della società.

#### Dirty River Derby
Il Dirty River Derby è stata una delle rivalità più accese delle leghe inferiori del calcio nordamericano. Disputato tra Louisville e Cincinnati, città divise da poco più di 150 chilometri, ha vissuto momenti di alta tensione soprattutto durante un incontro della stagione 2017, quando il giocatore del Cincinnati Djiby morse il centrocampista del Louisville City McCabe.
Inoltre, alla squadra che avesse ottenuto i migliori risultati nei derby disputati durante la stagione regolare andava la River Cities Cup. Nel corso delle tre stagioni in cui i due club si sono affrontati in USL, il Cincinnati ha vinto nel 2016, mentre il Louisville City nelle seguenti due edizioni, compresa l'ultima in assoluto del 2018. A seguito del passaggio in MLS del Cincinnati la rivalità è andata scemando, con le due squadre che ora possono incontrarsi solamente in incontri validi per l'U.S. Open Cup.

#### LIPAFC
Durante la stagione USL del 2018, la prima dell'Indy Eleven nella lega, entrambe le società sui rispettivi social media ribattezzarono la rivalità Louisville-Indianapolis Proximity Association Football Contest, spesso abbreviato in LIPAFC. Le due squadre si affrontarono per la prima volta nel terzo turno della U.S. Open Cup del 2015, in una gara vinta dal Louisville City per 2-0.
Le due rivali si sono affrontate per due volte anche nei playoff di USL Championship, nel 2018 al primo turno (vittoria interna per 4-1 per il Louisville City) e nel 2019 nella finale della Eastern Conference. Nonostante la franchigia dell'Indiana disputasse il match in casa, a prevalere dopo i tempi supplementari furono nuovamente i viola di con il risultato finale di 3-1.

#### King's Cup
La Kings Cup era il trofeo messo in palio tra le franchigie del Louisville City e del Saint Louis e veniva assegnato alla squadra che avesse ottenuto il maggior numero di punti negli scontri diretti stagionali. La coppa prendeva il nome dal fatto che entrambe le città dovessero il proprio nome da re francesi di nome Luigi (Louis XVI nel caso di Louisville e Louis IX per Saint Louis). Le due squadre si affrontarono per la prima volta nella prima giornata della stagione 2015, in un incontro terminato 2-0 per il Louisville. I viola hanno vinto la coppa in tutte le stagioni in cui essa è stata contesa tra le due società.
La rivalità ha avuto il suo ultimo atto il 17 ottobre 2020, in quello che è stato anche l'unico incontro nei playoff tra i due club. A seguito della vittoria dei viola per 2-0 e la conseguente eliminazione del Saint Louis, quest'ultimo ha cessato le proprie attività, ponendo così fine alla rivalità.